# 佐賀県道225号久保田停車場線
佐賀県道225号久保田停車場線（さがけんどう225ごう くぼたていしゃじょうせん）は、佐賀県佐賀市を通る一般県道である。

## 概要
佐賀市久保田町大字徳万から佐賀市久保田町大字久保田に至る。

### 路線データ
- 起点：佐賀県佐賀市久保田町大字徳万（JR九州長崎本線 久保田駅前）
- 終点：佐賀県佐賀市久保田町大字久保田（久保田宿交差点、国道207号交点）

## 地理

### 通過する自治体
- 佐賀市

### 交差する道路
| 交差する道路 | 交差する場所       | 交差する場所          |
| ------------ | ------------------ | --------------------- |
| 国道207号    | 久保田町大字久保田 | 久保田宿交差点 / 終点 |

### 沿線
- JR九州長崎本線久保田駅
- 王子製紙佐賀工場